# S/2004 (45) 1
S/2004 (45) 1 – mniejszy z dwóch naturalnych satelitów planetoidy 45 Eugenii, która obiega Słońce w głównym pasie planetoid.

## Odkrycie i nazwa
S/2004 (45) 1 został odkryty w 2004 roku, sześć lat po odkryciu większego księżyca Eugenii, Małego Księcia. Ze względu na brak obserwacji potwierdzających owo odkrycie, istnienie drugiego satelity ogłoszono dopiero 7 marca 2007 roku.

## Orbita i właściwości fizyczne
Księżyc ten ma średnicę ok. 5 km i krąży wokół macierzystego ciała w średniej odległości ok. 610 km w czasie ok. 1,8 dnia.